# SPECULOOS

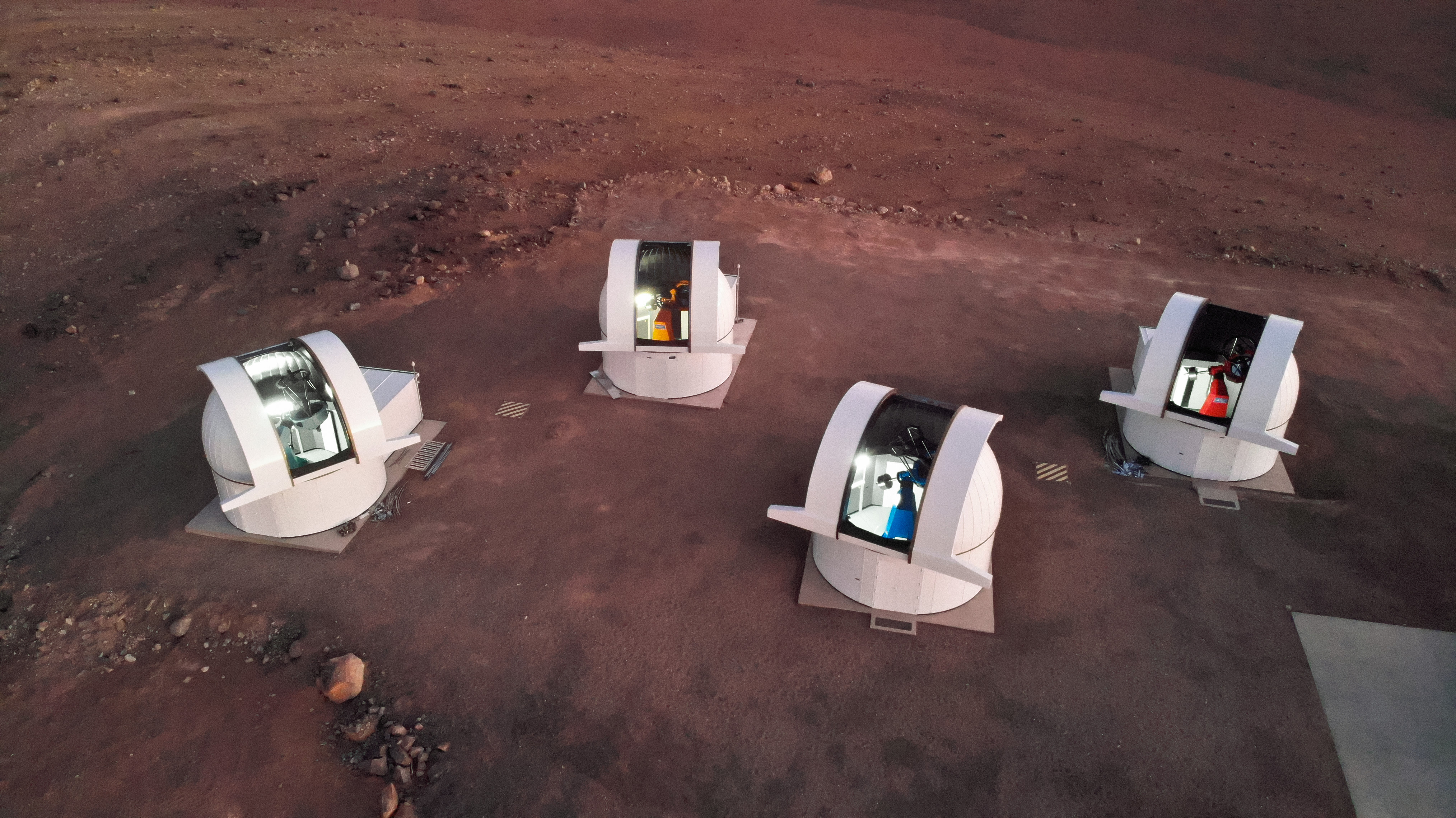
Cuatro telescopios de Speculoos

SPECULOOS (Búsqueda de planetas habitables eclipsando estrellas ultra frías) (Search for habitable Planets EClipsing ULtra-cOOl Stars) es un proyecto en desarrollo que consistirá en cuatro telescopios de diseño Ritchey-Chretien de 1 m de  abertura primaria, fabricados por ASTELCO. Cada telescopio estará equipado con una montura robótica NTM-1000, que será instalada en el Observatorio Paranal en Chile para buscar planetas del tamaño de la Tierra alrededor de 1000 estrellas ultra-frías y enanas marrones durante los próximos cinco años. . Las observaciones robóticas de cada uno de los cuatro telescopios serán controladas por el programa ACP Expert. Existirá también otro observatorio en el norte para cubrir todo el cielo. Artemis  es el primer telescopio de SPECULOOS - Norte, comenzó a operar el 20 de junio de 2019. A partir de diciembre de 2019, todos los telescopios de SPECULOOS - Sur están operativos.

## Longitud de onda
Los cuatro telescopios de 1m de diámetro estarán equipados con cámaras sensibles en el infrarrojo cercano, el rango de longitud de onda en el que las estrellas ultra frías y las enanos marrones emiten la mayor parte de su luz.

## Colaboración
SPECULOOS involucra a científicos de la Universidad de Liège (Bélgica), el Cavendish Laboratorio, Cambridge (Reino Unido) y Universidad del Rey Abdulaziz  (Arabia Saudí), bajo la dirección de Michaël Gillon de la Universidad de Liège. Los observatorios internacionales de ESO (Observatorio Europeo Austral) e IAC (Instituto de Astrofísica de Canarias) apoyan y acogen el proyecto SPECULOOS en los observatorios de Paranal y El Teide respectivamente.